# Peresós de collar
El peresós de collar (Bradypus torquatus) és una espècie de peresós tridàctil sud-americana. Té el cap petit, ulls i orelles minúsculs i una petita cua amagada entre el pelatge. Mesura uns 50 cm de llarg i pesa fins a 4,5 kg.